# Sarró de caça

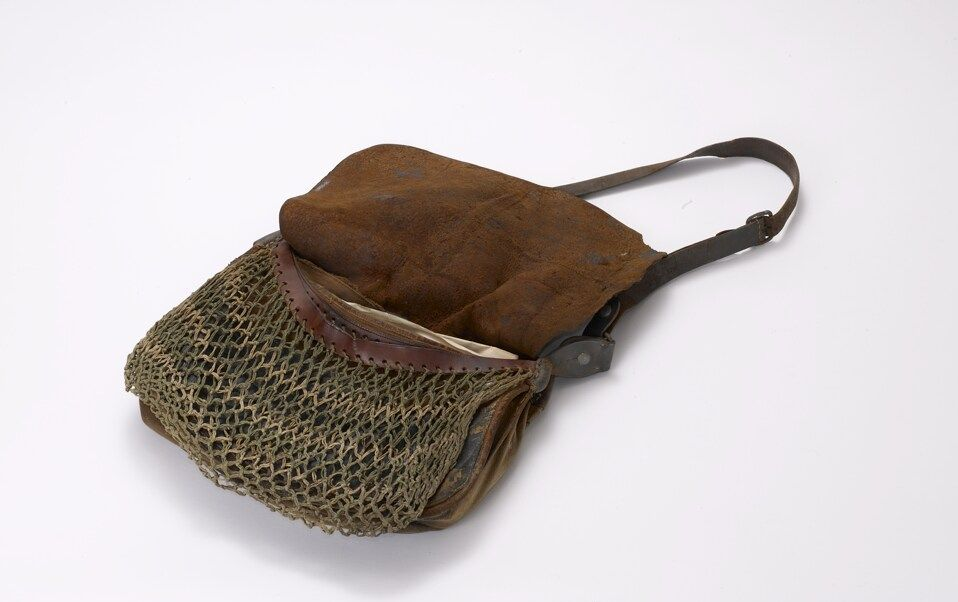
Sarró de caça, dels Museus Departamentals d'Haute-Saône

Un sarró de caça és una bossa emprada pel caçador per transportar el seu menjar i accessoris de caça, p.e. cartutxos. Sol ser una bossa de mida mitjana ja que també s'utilitza per a transportar les peces capturades. De cuir o tela, normalment el sarró està equipat amb una gran corretja per passar-lo al voltant del coll i l'espatlla. Hi ha també jaquetes de caça amb un sarró integrat a l'esquena.

## Descripció

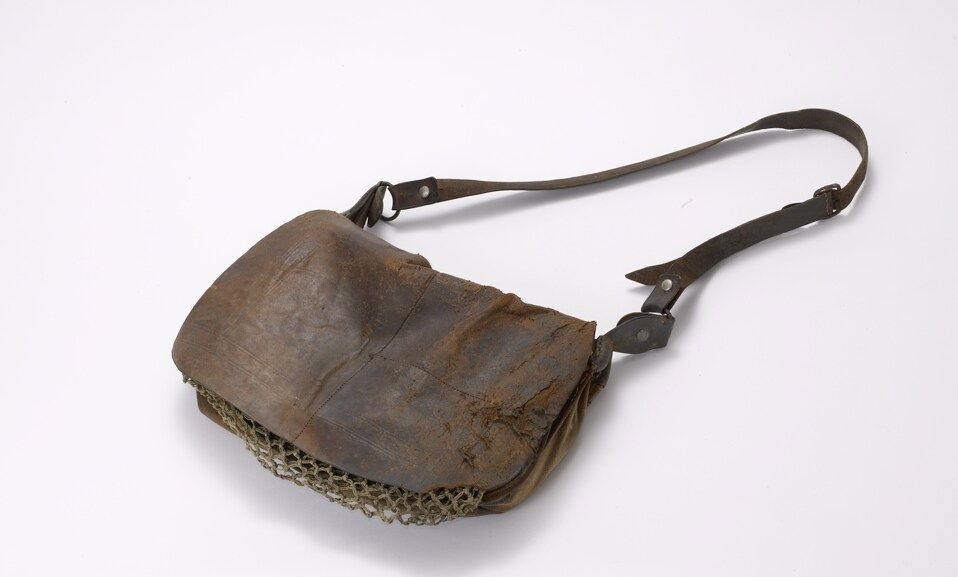
Sarró de caça, dels Museus Departamentals d'Haute-Saône

Els sarrons de caça es fabriquen tradicionalment amb cuir resistent i es porten penjats a l'espatlla amb una corretja ampla. Tenen forma rectangular i contenen compartiments per a articles petits, que estan protegits per la tapa de la borsa, que com s'ha dit és de mida mitjana. Se li solen adjuntar uns cordills, (que de vegades acaben en anells) per penjar aus mortes. Per a caceres a curt termini, els anomenats American hunting bags, que tenen una forma quadrada rodona oblonga, són els més convenients.